# Volkertshausen
Volkertshausen è un comune tedesco di 2 792 abitanti, situato nel land del Baden-Württemberg.

## Amministrazione

### Gemellaggi
- Bolsena